# Zmarli w marcu 2017

## Marzec 2017
- 31 marca
  - Rubén Amaro Sr. – meksykański baseballista[1]
  - Gilbert Baker – amerykański grafik, działacz na rzecz LGBT[2]
  - Rupert Cornwell – brytyjski dziennikarz[3]
  - Irena Doleżal-Nowicka – polska tłumaczka literatury[4][5]
  - Mike Hall – brytyjski kolarz[6]
  - Erwin Kruk – polski pisarz, poeta i dziennikarz, senator I kadencji (1989–1991)[7]
  - Radley Metzger – amerykański reżyser filmowy[8]
  - James Rosenquist – amerykański artysta, pionier i czołowa postać Pop Artu lat 60. XX wieku[9]
- 30 marca
  - Teresa Baranowska-George – polska okulistka, strabolog, profesor medycyny[10]
  - Krystyna Goldberg – polska dziennikarka, krytyk literacki, w latach 1952–1984 redaktor w Państwowym Wydawnictwie „Iskry”[11]
  - Rosie Hamlin – amerykańska piosenkarka[12]
  - Donald Harvey – amerykański seryjny morderca[13]
  - Wiesław Łuczyński – polski ekonomista, profesor nadzwyczajny Uniwersytetu Ekonomicznego w Poznaniu[14]
  - Jan Szumilak – polski ekonomista[15]
- 29 marca
  - Aleksiej Abrikosow – rosyjski fizyk teoretyczny, laureat Nagrody Nobla[16]
  - Andrzej Janota – polski artysta plastyk[17]
  - Janusz Koniusz – polski poeta, prozaik, dramaturg, publicysta[18]
  - Zdzisław Krysiński – polski lekarz stomatolog, profesor zwyczajny Akademii Medycznej im. Karola Marcinkowskiego w Poznaniu[19]
  - Eligiusz Madej – polski weterynarz, prof. dr hab.[20][21]
  - Franciszek Mojak – polski nauczyciel, publicysta i działacz sportowy, Honorowy Obywatel Gminy Jedlicze[22]
  - Julian Wierusiński – polski konstruktor i działacz sportowy[23]
- 28 marca
  - Ahmed Kathrada – południowoafrykański działacz na rzecz walki z apartheidem[24]
  - Christine Kaufmann – niemiecka aktorka[25]
  - Andrzej Trojanowski – polski architekt[26]
- 27 marca
  - Arthur Blythe – amerykański saksofonista i kompozytor jazzowy[27]
  - Chelsea Brown – amerykańska aktorka[28]
  - Clem Curtis – brytyjski piosenkarz soul trynidadzkiego pochodzenia[29]
  - Andrzej Guttfeld – polski malarz, profesor zwyczajny Uniwersytetu Mikołaja Kopernika w Toruniu[30]
  - Eduard Mudrik – rosyjski piłkarz[31]
  - David Storey(inne języki) – angielski dramaturg, scenarzysta, powieściopisarz[32]
- 26 marca
  - Alessandro Alessandroni – włoski kompozytor, dyrygent, aranżer i multiinstrumentalista[33]
  - Darlene Cates – amerykańska aktorka[34]
  - Eugeniusz Górski – polski inżynier, profesor nauk technicznych[35]
  - Władimir Kazaczonok – rosyjski piłkarz i trener[36]
  - Brian Oldfield – amerykański kulomiot[37]
  - Halina Paszkowska-Turska – polska operatorka dźwięku[38]
  - Stefan Stanisławiak – polski zawodnik i trener jeździecki, członek polskiej kadry narodowej[39]
- 25 marca
  - Leszek Ćwik – polski kajakarz, wielokrotny medalista mistrzostw Polski[40]
  - Józef Grabek – polski polityk, samorządowiec, nauczyciel i działacz związkowy, poseł na Sejm II kadencji[41]
  - Hiroki Kurosawa – japoński zawodnik Karate Kyokushin[42]
  - Alojzy Marcol – polski duchowny rzymskokatolicki, teolog, emerytowany profesor Uniwersytetu Opolskiego[43]
  - Teodor Ojzerman – rosyjski historyk filozofii[44]
  - Cuthbert Sebastian – gubernator generalny Saint Kitts i Nevis[45]
  - Julian Stańczak – polski malarz[46]
  - Eric Watson – nowozelandzki krykiecista i rugbysta, trener oraz działacz sportowy[47]
  - Paweł Zarzeczny – polski dziennikarz sportowy[48]
- 24 marca
  - Iwan Abadżiew – bułgarski zawodnik i trener podnoszenia ciężarów[49][50]
  - Józef Kozielecki – polski psycholog, profesor Uniwersytetu Warszawskiego[51]
  - Leo Peelen – holenderski kolarz torowy i szosowy, srebrny medalista olimpijski[52]
  - Romuald Romański  – polski prawnik, historyk i pisarz[53]
  - Jean Rouverol – amerykańska autorka, aktorka i scenarzystka filmowa[54]
  - Edward Skarga – polski aktor[55]
  - Awraham Szarir – izraelski prawnik, polityk, minister turystyki i sprawiedliwości[56]
  - Zbigniew Szreniawski – polski lekarz, profesor nauk medycznych[57]
  - Leszek Wojtyś – polski duchowny rzymskokatolicki, orionista[58]
- 23 marca
  - Lola Albright – amerykańska aktorka[59]
  - Jerzy Grochmalicki – polski działacz partyjny i inżynier, I sekretarz KW PZPR w Wałbrzychu (1975–1980), poseł na Sejm VII i VIII kadencji (1976–1985)[60]
  - William Keeler – amerykański duchowny katolicki, arcybiskup Baltimore, kardynał[61]
  - Ingeborg Rapoport – niemiecka lekarka[62]
  - Cino Tortorella – włoski dziennikarz, prezenter telewizyjny[63]
  - Stanisław Widłak – polski językoznawca, romanista i italianista, profesor Uniwersytetu Jagiellońskiego[64]
  - Denis Woronienkow – rosyjski polityk, opozycjonista[65]
- 22 marca
  - Saturnin Abrahamczyk – polski puzonista jazzowy[66][67]
  - Lech Bieganowski – polski lekarz, profesor nadzwyczajny Kujawskiej Szkoły Wyższej we Włocławku[68]
  - Jan Paweł Gawlik – polski eseista, teatrolog, krytyk teatralny[69]
  - Sib Hashian – amerykański perkusista, członek zespołu Boston[70]
  - Joanne Kyger – amerykańska poetka[71]
  - Tomás Milián – kubańsko-amerykański aktor i scenarzysta filmowy i telewizyjny[72]
  - Ronnie Moran – angielski piłkarz, trener[73]
  - Agusti Montal Jr. – hiszpański działacz sportowy[74]
  - Nifont (Sołoducha) – ukraiński biskup prawosławny[75]
  - Jan Roman Starck – polski specjalista chemii rolnej i nawożenia roślin ogrodniczych, prof. dr hab.[76]
  - Lembit Ulfsak – estoński aktor[77]
- 21 marca
  - Helena Amiradżibi-Stawińska – gruzińsko-polska scenarzystka i reżyserka filmowa[78]
  - Chuck Barris – amerykański producent telewizyjny[79][80]
  - Mosze Berger – izraelski malarz i autor wspomnień wojennych pochodzenia polsko-żydowskiego, Honorowy Obywatel Olkusza[81]
  - Halina Brzoza – polska filolog, specjalistka filologii rosyjskiej i literaturoznawstwa, prof. dr hab.[82]
  - Colin Dexter – brytyjski pisarz[83]
  - Marianna Dudek-Maćkowiak – polska pisarka i poetka ludowa[84]
  - Henri Emmanuelli – francuski polityk[85]
  - August Englas – estoński zapaśnik[86]
  - Roy Fisher – brytyjski poeta i pianista jazzowy[87]
  - Jerry Krause – amerykański skaut koszykarski, menadżer[88]
  - Marita Lindahl – fińska Miss World, zwyciężczyni siódmego konkursu (1957)[89]
  - Gabriel Mafa (Negru) – rumuński perkusista, członek zespołu Negură Bunget[90]
  - Piotr Małoszewski – polski naukowiec, geolog, profesor nauk o Ziemi, działacz polonijny i katolicki[91]
  - Martin McGuinness – północnoirlandzki polityk, członek Sinn Féin[92]
  - Alfredo Reichlin – włoski polityk i dziennikarz, parlamentarzysta krajowy i europejski[93]
  - József Szécsényi – węgierski lekkoatleta, dyskobol[94]
- 20 marca
  - Louis Frémaux – francuski dyrygent[95]
  - Buck Hill – amerykański saksofonista jazzowy[96]
  - David Rockefeller – amerykański przemysłowiec, filantrop zwany „królem nafty”[97]
  - Robert B. Silvers – amerykański dziennikarz, redaktor naczelny The New York Review of Books[98]
  - Tomasz Szepietowski – polski lekarz, chirurg, internista, nefrolog, prof. dr hab.[99]
  - George Weinberg – amerykański psycholog i gejowski aktywista[100]
  - Tadeusz Leszek Wierzbicki – polski profesor nauk technicznych, inżynier chemik, specjalista z zakresu technologii wody i ścieków[101][102]
- 19 marca
  - Jimmy Breslin(inne języki) – amerykański dziennikarz, pisarz[103]
  - Ivan Grubišić – chorwacki duchowny katolicki, teolog, filozof[104]
  - Ryan McBride – irlandzki piłkarz[105]
  - John McRaith – amerykański duchowny katolicki, biskup[106]
  - Roger Pingeon – francuski kolarz szosowy[107]
  - Piotr Michajłowicz Prusow – radziecki i rosyjski projektant samochodów, główny konstruktor AwtoWAZ[108]
  - Kwari Yasin – pakistański terrorysta związany z Al-Ka’idą[109]
- 18 marca
  - Chuck Berry – amerykański wokalista, gitarzysta, kompozytor; pionier rock and rolla[110]
  - Trisha Brown – amerykańska choreografka i tancerka[111]
  - Jan Fifagrowicz – polski uczestnik II wojny światowej, kapitan WP, kawaler Orderu Virtuti Militari[112]
  - Siergiej Gimajew – radziecki hokeista[113]
  - Joe Mafela – południowoafrykański aktor[114]
  - Eugeniusz Szyfner – polski urzędnik wyróżniony tytułem Sprawiedliwy wśród Narodów Świata[115]
  - Miloslav Vlk – czeski duchowny katolicki, kardynał, emerytowany arcybiskup metropolita Pragi oraz prymas Czech i Moraw[116]
  - Bernie Wrightson – amerykański rysownik komiksowy oraz ilustrator[117]
- 17 marca
  - Vidmantas Brazys – litewski samorządowiec, mer Mariampola[118]
  - Laurynas Stankevičius – litewski polityk, minister, premier Litwy[119]
  - Jan Szpunar – polski biathlonista, medalista mistrzostw świata, olimpijczyk[120]
  - Michael Tuchner – brytyjski reżyser filmowy i teatralny[121]
  - Inomżon Usmonchożajew – radziecki i uzbecki polityk, przewodniczący Prezydium Rady Najwyższej Uzbeckiej SRR[122]
  - Jan Walasek – polski multiinstrumentalista jazzowy, bandleader i aranżer[123]
  - Derek Walcott – karaibski poeta, pisarz, laureat Literackiej Nagrody Nobla[124]
- 16 marca
  - James Cotton – amerykański harmonijkarz bluesowy[125]
  - Roberta Knie – amerykańska śpiewaczka operowa[126]
  - Jan Koziatek – polski inżynier i działacz związkowy, przewodniczący Komitetu Założycielskiego NSZZ „Solidarność” w Stoczni Gdańskiej[127]
  - Roderyk Lange – polski etnolog, antropolog tańca, choreolog[128]
  - Torgny Lindgren – szwedzki pisarz, członek Akademii Szwedzkiej[129]
  - Anna Marczuk-Paszkiewicz – polska sztangistka, paraolimpijka[130]
  - Stanisław Mazur – polski żołnierz podziemia niepodległościowego w czasie II wojny światowej oraz powojenny działacz kombatancki[131]
  - Jolanta Molenda – polska siatkarka[132]
- 15 marca
  - Teresa Bauman – polska pedagog, profesor Uniwersytetu Gdańskiego[133][134]
  - Mečislav Borák – czeski historyk i muzealnik, profesor Śląskiego Uniwersytetu w Opawie[135]
  - Maria Chludzińska – polska kierowniczka produkcji związana z Teatrem Polskiego Radia[136][137]
  - Czesław Gawlik – polski pianista i aranżer jazzowy[138]
  - Aloysius Gordon – brytyjski wokalista jazzowy[139]
  - Grzegorz Konkol – polski duchowny rzymskokatolicki, werbista i publicysta[140]
  - Kazimierz Stanisław Leszczyński – polski działacz kulturalny, kawaler orderów[141]
  - Wojciech Młynarski – polski poeta, reżyser i wykonawca piosenki autorskiej, satyryk, artysta kabaretowy, aktor, autor tekstów piosenek i librett, tłumacz[142]
  - Krzysztof Okopień – polski filozof, doktor habilitowany nauk humanistycznych[143][144]
  - Roland Reche – polsko-niemiecki działacz na rzecz pojednania polsko-niemieckiego, Honorowy Obywatel Brzegu[145]
  - Sok An – kambodżański polityk[146]
  - Dave Stallworth – amerykański koszykarz[147]
- 14 marca
  - Andrzej Biegalski – polski bokser, olimpijczyk (1976)[148]
  - Witold Jędrzejewski – polski informatyk oraz koszykarz[149]
  - Edward Nawarecki – polski informatyk, prof. dr hab.[150][151]
  - Luigi Pascale – włoski konstruktor lotniczy, założyciel i prezes firmy Tecnam[152]
  - Royal Robbins – amerykański wspinacz[153]
- 13 marca
  - Eamon Casey – irlandzki duchowny katolicki, biskup[154]
  - Kika de la Garza – amerykański polityk Partii Demokratycznej[155]
  - Lech Konopka – polski lekarz, hematolog, prof. dr hab.[156][157]
  - John Lever – brytyjski perkusista, członek zespołu The Chameleons[158]
  - Tommy LiPuma – amerykański producent muzyczny[159]
  - Jadwiga Nadana – polska działaczka społeczna, Honorowy Obywatel Bełchatowa[160]
  - Patrick Nève – belgijski kierowca wyścigowy[161]
  - Amy Krouse Rosenthal – amerykańska autorka książek[162]
  - Richard Prinz zu Sayn-Wittgenstein-Berleburg – niemiecki i duński arystokrata[163]
  - Ed Whitlock – angielski biegacz długodystansowy[164]
- 12 marca
  - Joey Alves – amerykański gitarzysta, członek zespołu Y&T[165]
  - Luigi Barbarito – włoski duchowny katolicki, arcybiskup, nuncjusz apostolski[166]
  - Anatolij Czerniajew – rosyjski polityk[167]
  - Horst Ehmke – niemiecki polityk[168]
  - Władysław Leopold Jaworski – polski ekonomista, profesor Szkoły Głównej Handlowej[169]
  - Petra Kandarr – niemiecka lekkoatletka[170]
  - Janusz Kuczyński – polski filozof prof. dr hab.[171][172]
  - Władimir Makowicz – ukraiński polityk i separatysta, p.o. przewodniczącego parlamentu Donieckiej Republiki Ludowej[173]
  - Anna Skrzydlewska (siostra Alma) – polska zakonnica i architekt wnętrz, przełożona generalna Zgromadzenia Sióstr Franciszkanek Służebnic Krzyża[174]
  - Antoni Sokołowski – polski bokser, medalista mistrzostw Polski w boksie[175]
  - Kazimierz Wenta – polski pedagog, emerytowany profesor Uniwersytetu Szczecińskiego[176]
- 11 marca
  - Kitty Courbois – holenderska aktorka[177]
  - András Kovács – węgierski reżyser filmowy[178]
  - Ryszard Nowicki – polski działacz i trener szachowy[179]
  - Don Warden – amerykański gitarzysta, menedżer Dolly Parton[180]
- 10 marca
  - Bronisława Betlej – polska poetka[181]
  - Antoni Dzierżyński – polski polityk i kolejarz, poseł na Sejm I kadencji (1991–1993)[182]
  - John Forgeham – brytyjski aktor[183]
  - Tony Haygarth – brytyjski aktor[184]
  - Jurij Koczmar – ukraiński kierowca rajdowy[185]
  - Józef Penc – polski ekonomista, prof. dr hab.[186][187]
  - Aníbal Ruiz – urugwajski trener piłkarski[188]
  - Joni Sledge – amerykańska piosenkarka zespołu Sister Sledge[189]
  - John Surtees – brytyjski kierowca wyścigowy[190]
  - Robert James Waller – amerykański pisarz[191]
- 9 marca
  - Ann Beach – brytyjska aktorka[192]
  - Branko Ćirlić – serbski slawista i tłumacz[193]
  - Anthony Delhalle – francuski motocyklista[194]
  - Howard Hodgkin – brytyjski malarz[195]
  - Marian Jankowski – polski ciężarowiec[196]
  - Włodzimierz Małek – polski fotograf[197]
  - Mirosława Melzacka – polska farmaceutka, dr hab., docent w Instytucie Farmakologii PAN[198][199]
  - Joseph Nicolosi – amerykański psycholog[200]
- 8 marca
  - Lou Duva – amerykański trener boksu i menedżer[201]
  - Li Yuan-zu – tajwański polityk[202]
  - Roman Kazimierz Meissner – polski historyk medycyny, profesor Akademii Medycznej im. Karola Marcinkowskiego w Poznaniu[203][204]
  - George Olah – amerykański chemik, laureat Nagrody Nobla[205]
  - Dave Valentin – amerykański flecista latin jazzowy[206]
- 7 marca
  - Hans Georg Dehmelt – amerykański fizyk pochodzenia niemieckiego, laureat Nagrody Nobla[207]
  - Mieczysław Ledóchowski – polski działacz emigracyjny w Austrii[208]
  - Yukinori Miyabe – japoński łyżwiarz szybki[209]
  - Tadeusz Rybak – polski duchowny katolicki, biskup[210]
  - Juan Carlos Touriño – hiszpański piłkarz pochodzenia argentyńskiego[211]
- 6 marca
  - Ewa Kowalska – polska chemiczka, dr hab. inż., pracownik Instytutu Chemii Przemysłowej w Warszawie[212][213]
  - Elżbieta Lonc – polska biolog, prof. dr hab.[214]
  - James Moynihan – amerykański duchowny katolicki, biskup[215]
  - Robert Osborne – amerykański historyk filmu[216]
  - Marek Ostrowski – polski piłkarz[217]
  - Dudley Storey – nowozelandzki wioślarz[218]
  - Emil Zieliński – polski chemik[219]
- 5 marca
  - Anthony Beilenson – amerykański polityk, członek Izby Reprezentantów (1977–1997)[220]
  - Fiora Corradetti Contino – amerykańska dyrygent[221]
  - Jerzy Kubiak – polski dziennikarz[222]
  - Krystyna Kubicka – polska lekarka pediatra, kardiolog[223]
  - Jay Lynch – amerykański rysownik, autor komiksów[224]
  - Kurt Moll – niemiecki śpiewak operowy[225]
  - Janusz Nowierski – polski malarz, rysownik i projektant wnętrz[226]
  - Georges Rencki – polsko-francuski działacz na rzecz federacji europejskiej, uczestnik powstania warszawskiego, kawaler orderów[227]
  - Olga Szymona – polska biochemik[228]
  - Fred Weintraub – amerykański producent filmowy i telewizyjny[229]
  - Marian Wszelaki – polski architekt[230]
- 4 marca
  - Bonnie Burnard – kanadyjska pisarka[231]
  - Edi Fitzroy – jamajski piosenkarz reggae[232]
  - Irena Homola-Skąpska – polska historyk, prof. dr hab.[233]
  - Henryk Kietliński – polski duchowny rzymskokatolicki, Honorowy Obywatel Wyszkowa[234]
  - Andrzej Kopczyński – polski filolog, profesor Uniwersytetu Warszawskiego[235][236]
  - Andrzej Nowakowski – polski historyk, prof. dr hab.[237]
  - Maria Oraczewska-Skorek – polska dyrygentka[238]
  - Grzegorz Rudkiewicz – polski zawodnik kręglarstwa klasycznego[239]
  - Thomas Starzl – amerykański lekarz-transplantolog[240]
  - Alberto Villalta – salwadorski piłkarz[241]
- 3 marca
  - Valerie Carter – amerykańska piosenkarka[242]
  - Míriam Colón – amerykańsko-portorykańska aktorka[243]
  - Marek Dmytrow – polski gitarzysta, kompozytor i realizator dźwięku, członek zespołu Budka Suflera[244]
  - Andrzej Drażyk – polski piłkarz[245]
  - Raymond Kopa – francuski piłkarz[246]
  - Misha Mengelberg – holenderski pianista jazzowy i kompozytor[247]
  - Zdenek Navratil – czeski tekściarz[248]
  - Tommy Page – amerykański piosenkarz[249]
  - René Préval – haitański polityk, prezydent Haiti[250]
  - Hanna Rylke – polski psycholog, publicystka[251][252]
- 2 marca
  - Tommy Gemmell – szkocki piłkarz[253]
  - María de los Ángeles Hernández Gómez – hiszpańska torreadorka[254]
  - Ignacy Jędryczek – polski samorządowiec, starosta świdnicki (1999–2002)[255]
  - Jan Krzeczkowski – polski działacz samorządowy i ekonomista, prezydent Gdyni (1979–1985)[256]
- 1 marca
  - Zuzanna Czajkowska – polska dziennikarka[257]
  - Paula Fox(inne języki) – amerykańska pisarka[258]
  - Tadeusz Górski – polski agronom, prof. dr hab.[259][260]
  - Jerzy Kołodziejczyk – polski reżyser i scenarzysta[261]
  - Lech Krzyżanowski – polski historyk sztuki i konserwator zabytków[262][263]
  - Jerzy Stawicki – polski reżyser i operator filmowy[264]
  - Stanisław Sudnik – polski fotograf[265]
  - Joseph Vũ Duy Thống – wietnamski duchowny katolicki, biskup[266]
  - Gustav Metzger – artysta i aktywista, twórca sztuki autodestrukcyjnej, bezpaństwowiec[267]